# إيرنست كلاين
إيرنست كريستي كلاين (ولد في 29 مارس 1972) هو روائي أميركي، متحدث بليغ وكاتب للسيناريو. مشهور بسبب تأليفه لرواية ريدي بلاير وان و أرمادا ، كما شارك في كتابة سيناريو الفيلم ريدي بلاير وان المبني علي روايته، الفيلم من إخراج ستيفن سبيلبرغ.

## حياته الشخصية
ولد كلاين في أشلاند، أوهايو، ولد لفاي ايموجين (ويليامز) وإرنست كريستي كلاين. شقيقه الأصغر، اريك، هو رائد في قوات مشاة البحرية الأمريكية وهو فني متخصص في التخلص من الذخائر المتفجرة (التخلص من الذخائر المتفجرة). وهو متزوج من الشاعرة والكاتبة كريستين أوكيف، الذي التقى بها في عام 1998 .

## الخيال
باع كلاين حقوق نشر الرواية في حزيران / يونيه 2010، بعد حرب مزايدة على الحقوق فازت مجموعة التاج للنشر احدي الشركات التابعة لدار النشر (راندوم هاوس).[3] وتم نشر الرواية في 16 أغسطس عام 2011.[4] الرواية المسموعة تمت بصوت ويل ويتون الذي يحدث أيضا أنه أحد شخصيات الرواية وهو يتنصب نائب رئيس الواحة.[5]  حقوق تحويل الفيلم إلى رواية بيعت في اليوم التالي إلى وارنر بروس ومعها كلاين بالمشاركة كتابة السيناريو.
الرواية الثانية لكلاين، أرمادا, صدرت في 14 يوليو 2015, من قبل مجموعة التاج للنشر. في 7 ديسمبر 2015، أعلن كلاين بيع حقوق الفيلم إلى يونيفرسال بيكتشرز.

## روابط خارجية
- إيرنست كلاين على موقع IMDb (الإنجليزية)
- إيرنست كلاين على موقع ألو سيني (الفرنسية)
- إيرنست كلاين على موقع ميوزك برينز (الإنجليزية)
- إيرنست كلاين على موقع أول موفي (الإنجليزية)
- إيرنست كلاين على موقع قاعدة بيانات الفيلم (الإنجليزية)